# Sinukluobbalah
Sinukluobbalah är en sjö i Kiruna kommun i Lappland och ingår i Torneälvens huvudavrinningsområde. Sjön har en area på 0,391 kvadratkilometer och ligger 607 meter över havet. Sinukluobbalah ligger i Torne och Kalix älvsystem Natura 2000-område. Sjön avvattnas av vattendraget Lainioälven.

## Delavrinningsområde
Sinukluobbalah ingår i det delavrinningsområde (761707-168608) som SMHI kallar för Ovan Skittsekallojåkkå. Medelhöjden är 669 meter över havet och ytan är 5,1 kvadratkilometer. Räknas de 6 avrinningsområdena uppströms in blir den ackumulerade arean 104,38 kvadratkilometer. Lainioälven som avvattnar avrinningsområdet har biflödesordning 2, vilket innebär att vattnet flödar genom totalt 2 vattendrag innan det når havet efter 491 kilometer. Avrinningsområdet består mestadels av kalfjäll (92 procent). Avrinningsområdet har 0,39 kvadratkilometer vattenytor vilket ger det en sjöprocent på 7,6 procent.